# 미나미센리역
미나미센리역(일본어: 南千里駅, みなみせんりえき)은 일본 오사카부 스이타시에 소재하는 한큐 전철 센리 선의 역이다. 역 번호는 HK-93이다.

## 역사
센리 뉴타운 쓰쿠모다이 공단 입주 시작에 앞서 1963년, 아파트 남쪽에 개통한 역이다. 개통 이후, 역 주변은 뉴타운 개발이 현저하고, 역의 이용객은 개통 시 보다 3년 동안 5배 가까이 증가했다.
- 1963년 8월 29일: 센리야마 선 센리야마 역 ~ 당역간 연장 개통과 동시에 신센리야마역으로 영업 개시.
- 1967년 3월 1일: 기타센리 역까지 연장 개통으로 미나미센리역으로 역명 변경. 이 날 센리야마 선은 센리 선으로 노선명 변경.

## 역 구조
상대식 승강장 2면 2선을 갖는 3층의 고가역이다. 분기기, 절대 신호가 없어 정류장으로 분류된다. 개찰구는 2층 북쪽에 1개소만 있다.
신센리야마 역으로 개통할 당시에는 섬식 승강장 1면 2선의 구조에서 현행의 하행선 승강장을 사용했다. 상행선은 부설되어 있었지만, 플랫폼은 설치되지 않았다. 플랫폼 밑에 개찰구와 한큐 오아시스 등의 점포가 있었다. 당시의 모습은 요시나가 사유리 주연의 영화 "청춘의 행차"의 첫 장면에서 볼 수 있다.
1967년 3월 기타센리 역까지 연장되어 상행 승강장이 설치되었다. 1970년 3월, 개찰구를 역 북쪽으로 이전하고, 한큐 오아시스는 역 북동쪽 한큐 백화점 센리 기숙사의 아래로 이전했다. 그 후, 역 밑은 옛 개찰 흔적, 한큐 오아시스 흔적이 남아 있었지만, 1976년 4월 역 밑을 개장하고 화원 "크리에테 한큐"가 입주했다. 크리에테 한큐는 2013년 7월 31일로 폐점하였고, 철거지에는 2015년 가을에 "클리닉 몰 미나미센리"와 스기 약국 미나미센리 역점이 오픈했다.
하행 승강장 동쪽에 있던 3번 선은 15m급 차량 4량 분 정도의 유효 길이밖에 없어서 기타센리 연장 이후에는 사용하지 않게 되었지만, 1980년대 전반까지는 선로와 가선은 그대로 남아 있었다. 그 후에도 구역사나 다른 건물이 옛 3번 선 승강장의 우메다 방향에 남아 있다. 원래는 당역부터 센리추오 부근을 경유하여 미노오 선 사쿠라이역 방면으로 향할 예정이었기 때문에 2면 4선의 역으로 설계되었고 역 출입구 부근에는 확장이 가능하도록 기초 등이 남아 있다.
과거에는 역 남쪽 앞 200m정도의 지점에 당역 회차 운전 때문의 이동 라인과, 보선 기기를 유치하기 위한 측선이 있었다. 건늠선은 1980년대 전반에 태풍으로 기타센리 ~ 야마다 역간의 노반이 붕괴되고 불통이 되었을 때에 당역에서의 정기 왕복 운행에 사용되었다. 건늠선, 측선 모두 1980년대 후반에는 철거되어 아와지 방면 승강장이 확장되었다.

### 승강장
| 서 | ■ 센리 선(하행) | 야마다・기타센리 방면                                          |
| 동 | ■ 센리 선(상행) | 아와지・오사카 (우메다)・덴가차야・교토・고베・다카라즈카 방면 |

※ 승강장 번호는 설정되지 않았다.

## 역 주변
모모야마다이, 다케미다이, 쓰쿠모다이, 다카노다이, 사타케다이의 중심이다. 센리 뉴타운의 최초의 역으로, 근접하는 센리미나미 지구 센터, 스이타 시청 분실이 정비되었다.
본 역 개찰구로부터 동서남쪽의 주택지에는 그대로 육교로 연결되어 있어 보차 분리를 꾀하고 있다.
- 센리미나미 센터 - 무라노토 오고가 설계했다.
  - 스이타시청 센리 출장소
- 스이타시립 센리 시민센터
  - 스이타시립 센리 도서관
- 가든몰 미나미센리 - 원래 "미나미 센터 전문 상가"에 있던 점포에 새로운 점포를 2004년 12월에 함께 개업한 쇼핑 센터. 2017년 5월에 "토나리에 미나미센리"로 명칭 변경.
  - 슈퍼마켓(한큐 오아시스)
  - 상품판매점
  - 음식점
- 크리스탈 호텔 미나미센리
- 오사카부 제생회 센리 병원
- 센리미나미 공원
- 미나미센리 역전 우편국
- 스이타 사타케다이 우편국
- 스이타 다카노다이 우편국
- 기타오사카 급행 전철 모모야마다이 역 - 서쪽으로 약 1km.

## 사진

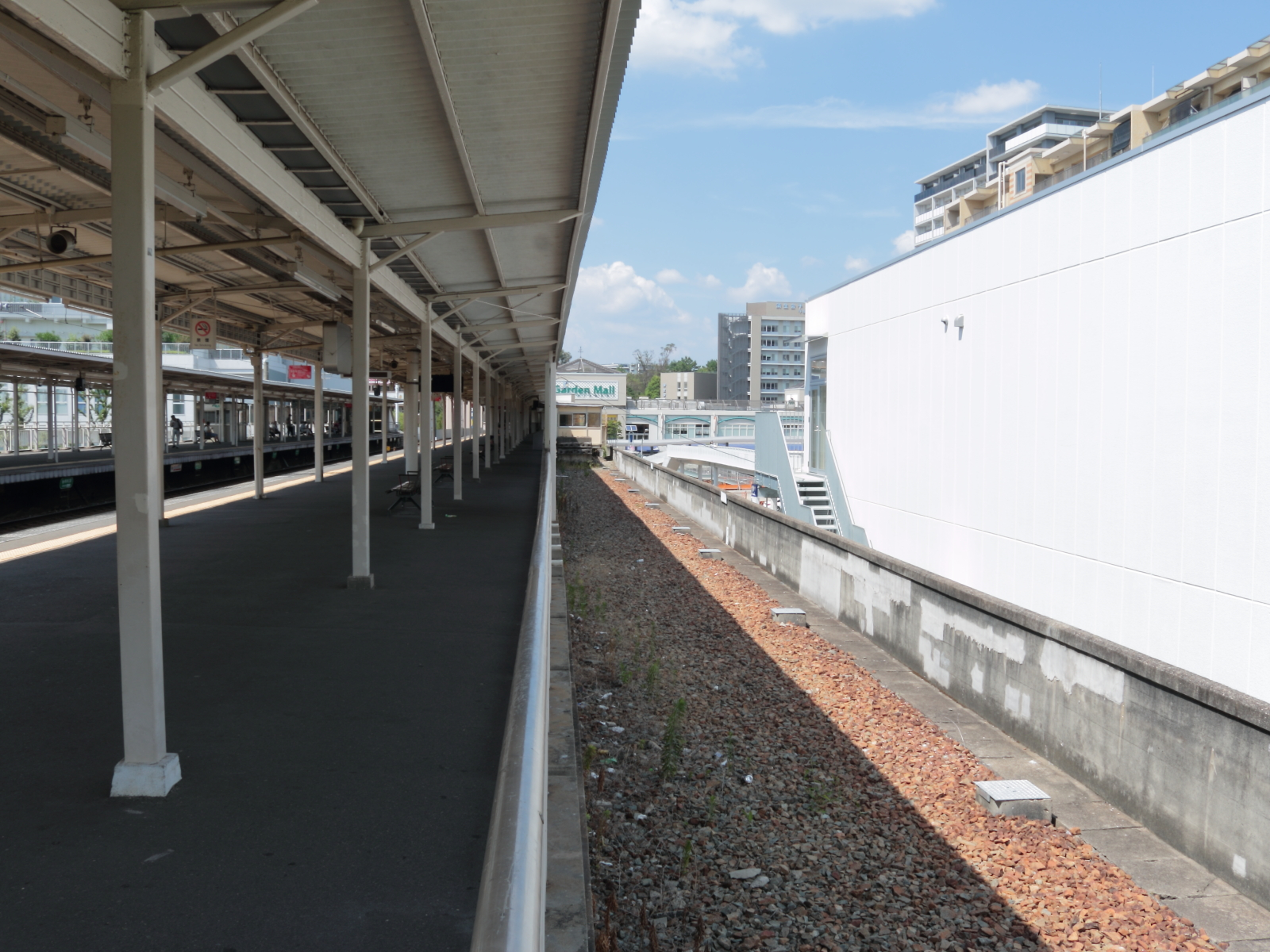
미나미센리 역 3번 선의 유구
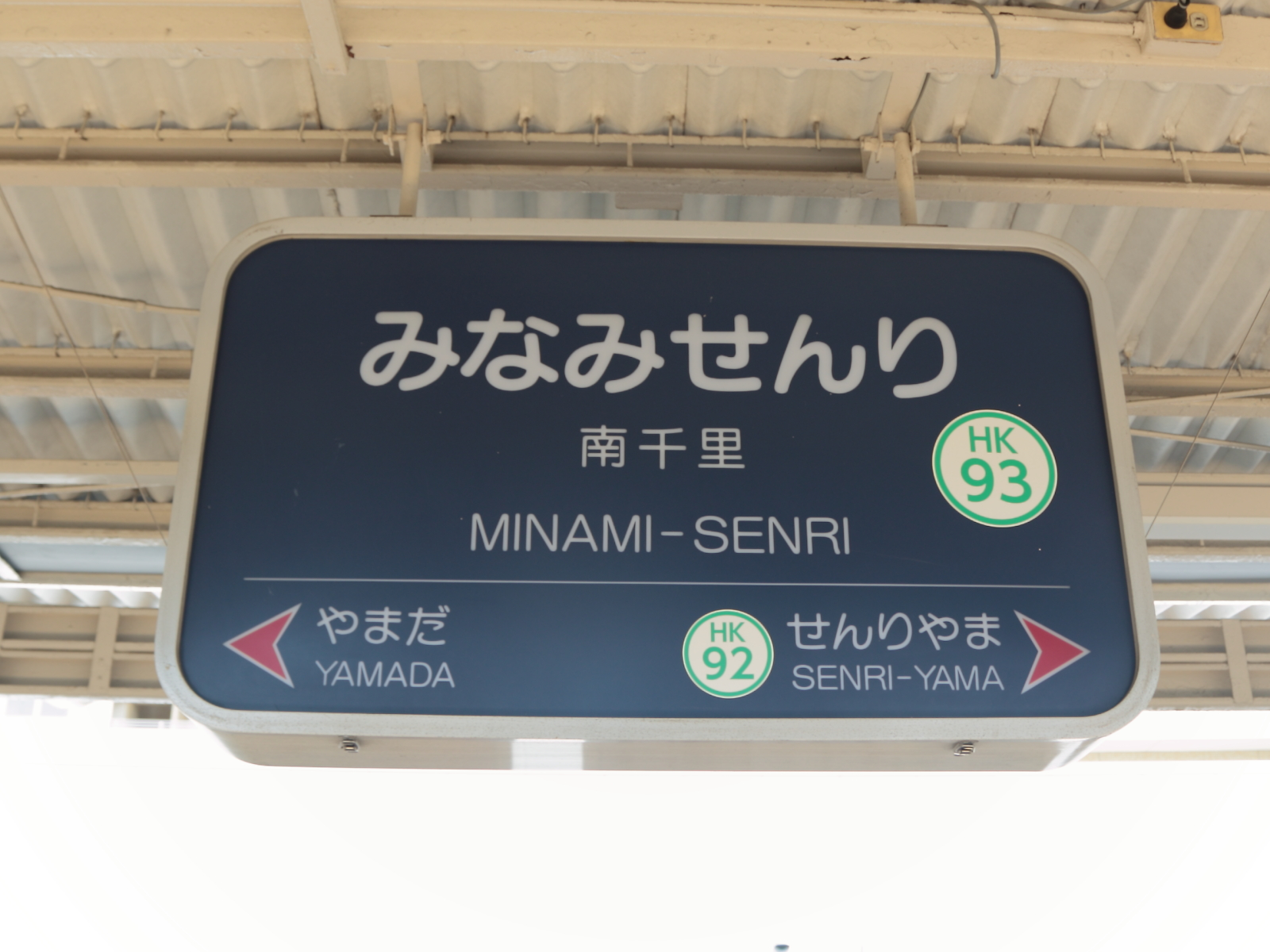
역명판

## 인접역
| 한큐 전철 ■ 센리 선                    | 한큐 전철 ■ 센리 선 | 한큐 전철 ■ 센리 선        |
| -------------------------------------- | ------------------- | -------------------------- |
| HK-92 센리야마 덴진바시스지 6초메 방면 |                     | 야마다 HK-94 기타센리 방면 |